# Кефей (Тегея)
Вижте пояснителната страница за други значения на Кефей.
Кефей (на старогръцки: Κηφεύς, Kepheus) в древногръцката митология е цар на Тегея в Аркадия и един от аргонавтите.
Той е син на цар Алей (син на Афид) и неговата племеничка Неайра (Неаера ор Неаира). Той е брат на Ликург, Амфидам (аргонавт), и на Авга (съпруга на Херакъл и майка на Телеф).
Между децата му са Стеропа, Аероп, и Антиноя. Кефей е убит с 20-те му синове по време на пътуването на аргонавтите.